# Turul Italiei 2011
Turul Italiei 2011, cea de-a 94-a ediție a Turului Italiei se desfășoară între 7-29 mai 2011. A debutat cu un contratimp pe echipe la Torino pe 7 mai pentru a marca 150 de ani de la Unificarea Italiei.
În etapa 3, cu 24 km înainte de final, pe coborârea de pe Passo del Bocco, de lângă Mezzanego, rutierul belgian Wouter Weylandt a murit, după ce i s-a blocat o pedală și s-a izbit de un parapet de pe marginea drumului.

## Traseul
Pentru această ediție au fost programate 21 de etape.

## Echipe participante
Au fost invitate cele 18 echipe de ProTur, dar și alte 5 echipe, în total 23 echipe.
| Italia - Acqua & Sapone - Androni Giocattoli - Liquigas Cannondale - Lampre-ISD | Spania - Euskaltel-Euskadi - Geox-TMC - Team Movistar                      | Franța - Ag2r-La Mondiale               |
| Belgia - Quick Step - Omega Pharma-Lotto                                        | SUA - HTC-Highroad - Garmin-Transitions - BMC Racing Team - Garmin-Cervélo | Kazakhstan - Astana (echipă de ciclism) |
| Danemarca - Team Saxo Bank-SunGard                                              | Olanda - Rabobank - Vacancesoleil-DCM                                      | Irlanda - Colnago-CSF Inox              |
| Marea Britanie - Farnese Vini-Neri Sottoli - Team Sky                           | Luxemburg - Leopard Trek                                                   | Rusia - Team Katusha                    |

### Favoriți
Câștigătorul Turului Italiei din 2010, Ivan Basso, îl vede favorit înainte de începerea competiției pe spaniolul Alberto Contador. De asemenea, fostul ciclist belgian, Eddy Merckx îl indică favorit tot pe Alberto Contador. Alături de spaniol, printre favoriți se mai numără și italianul Vicenzo Nibali, rusul Denis Menșov sau spaniolul Joaquim Rodriguez.

## Etapele programate
| #  | Dată   | Start              | Sosire                      | Km           | Tip etapă    | Tip etapă                     | Câștigător                |
| -- | ------ | ------------------ | --------------------------- | ------------ | ------------ | ----------------------------- | ------------------------- |
| 1  | 7 mai  | Torino             | Torino                      | 22           |              | Crontra-cronometru pe echipe  | HTC-Highroad (THR)        |
| 2  | 8 mai  | Alba, Piedmont     | Parma                       | 242          |              | Etapă plată                   | Alessandro Petacchi (LAM) |
| 3  | 9 mai  | Reggio nell'Emilia | Rapallo                     | 178          |              | Etapă plată                   | Ángel Vicioso (AND)       |
| 4  | 10 mai | Geneva             | Livorno                     | 208          |              | Etapă plată                   | Etapă neutralizată        |
| 5  | 11 mai | Piombino           | Orvieto                     | 201          |              | Etapă intermediară            | Pieter Weening (RAB)      |
| 6  | 12 mai | Orvieto            | Fiuggi                      | 226          |              | Etapă intermediară            | Francisco Ventoso (MOV)   |
| 7  | 13 mai | Maddaloni          | Montevergine di Mercogliano | 100          |              | Etapă de munte                | Bart De Clercq (OLO)      |
| 8  | 14 mai | Sapri              | Tropea                      | 214          |              | Etapă plată                   | Oscar Gatto (FAR)         |
| 9  | 15 mai | Messina            | Etna                        | 100          |              | Etapă de munte                | Alberto Contador (SBS)    |
|    | 16 mai | Zi de repaus       | Zi de repaus                | Zi de repaus | Zi de repaus | Zi de repaus                  | Zi de repaus              |
| 10 | 17 mai | Termoli            | Teramo                      | 156          |              | Etapă plată                   | Mark Cavendish (HTC)      |
| 11 | 18 mai | Teramo             | Castelfidardo               | 162          |              | Etapă intermediară            | John Gadret (ALM)         |
| 12 | 19 mai | Castelfidardo      | Ravenna                     | 171          |              | Etapă plată                   | Mark Cavendish (THR)      |
| 13 | 20 mai | Spilimbergo        | Großglockner (Austria)      | 159          |              | Etapă de munte                | José Rujano (AND)         |
| 14 | 21 mai | Lienz (Austria)    | Monte Zoncolan              | 168          |              | Etapă de munte                | Igor Antón (EUS)          |
| 15 | 22 mai | Conegliano         | Gardeccia-Val di Fassa      | 230          |              | Etapă de munte                | Mikel Nieve (EUS)         |
|    | 23 mai | Zi de repaus       | Zi de repaus                | Zi de repaus | Zi de repaus | Zi de repaus                  | Zi de repaus              |
| 16 | 24 mai | Belluno            | Nevegal                     | 13           |              | Crontra-cronometru individual | Alberto Contador (SBS)    |
| 17 | 25 mai | Feltre             | Tirano                      | 230          |              | Etapă intermediară            | Diego Ulissi (LAM)        |
| 18 | 26 mai | Morbegno           | San Pellegrino Terme        | 147          |              | Etapă intermediară            | Eros Capecchi (LIQ)       |
| 19 | 27 mai | Bergamo            | Macugnaga                   | 211          |              | Etapă de munte                | Paolo Tiralongo (AST)     |
| 20 | 28 mai | Verbania           | Sestriere                   | 241          |              | Etapă de munte                | Vasil Kiryienka (MOV)     |
| 21 | 29 mai | Milano             | Milano                      | 33           |              | Crontra-cronometru individual | David Millar (GRM)        |

## Evoluția clasamentelor
| Etapa | Câștigător                | Clasament general ·    | Clasament pe puncte ·     | Clasamentul cățărătorilor · | Cel mai bun tânăr ·     |
| ----- | ------------------------- | ---------------------- | ------------------------- | --------------------------- | ----------------------- |
| 1     | HTC-Highroad (THR)        | Marco Pinotti (THR)    | nu se acordă              | nu se acordă                | Bjørn Selander (RSH)    |
| 2     | Alessandro Petacchi (LAM) | Mark Cavendish (THR)   | Alessandro Petacchi (LAM) | Sebastian Lang (OLO)        | Bjørn Selander (RSH)    |
| 3     | Ángel Vicioso (AND)       | David Millar (GRM)     | Alessandro Petacchi (LAM) | Gianluca Brambilla (CSF)    | Jan Bakelants (OLO)     |
| 4     | Etapă neutralizată        | David Millar (GRM)     | Alessandro Petacchi (LAM) | Gianluca Brambilla (CSF)    | Jan Bakelants (OLO)     |
| 5     | Pieter Weening (RAB)      | Pieter Weening (RAB)   | Alessandro Petacchi (LAM) | Martin Kohler (BMC)         | Steven Kruijswijk (RAB) |
| 6     | Francisco Ventoso (MOV)   | Pieter Weening (RAB)   | Alessandro Petacchi (LAM) | Martin Kohler (BMC)         | Steven Kruijswijk (RAB) |
| 7     | Bart De Clercq (OLO)      | Pieter Weening (RAB)   | Alessandro Petacchi (LAM) | Bart De Clercq (OLO)        | Steven Kruijswijk (RAB) |
| 8     | Oscar Gatto (FAR)         | Pieter Weening (RAB)   | Alessandro Petacchi (LAM) | Bart De Clercq (OLO)        | Steven Kruijswijk (RAB) |
| 9     | Alberto Contador (SBS)    | Alberto Contador (SBS) | Alberto Contador (SBS)    | Filippo Savini (CSF)        | Roman Kreuziger (AST)   |
| 10    | Mark Cavendish (THR)      | Alberto Contador (SBS) | Alessandro Petacchi (LAM) | Filippo Savini (CSF)        | Roman Kreuziger (AST)   |
| 11    | John Gadret (ALM)         | Alberto Contador (SBS) | Alessandro Petacchi (LAM) | Filippo Savini (CSF)        | Roman Kreuziger (AST)   |
| 12    | Mark Cavendish (THR)      | Alberto Contador (SBS) | Alessandro Petacchi (LAM) | Filippo Savini (CSF)        | Roman Kreuziger (AST)   |
| 13    | José Rujano (AND)         | Alberto Contador (SBS) | Alberto Contador (SBS)    | Alberto Contador (SBS)      | Roman Kreuziger (AST)   |
| 14    | Igor Antón (EUS)          | Alberto Contador (SBS) | Alberto Contador (SBS)    | Alberto Contador (SBS)      | Roman Kreuziger (AST)   |
| 15    | Mikel Nieve (EUS)         | Alberto Contador (SBS) | Alberto Contador (SBS)    | Stefano Garzelli (ASA)      | Roman Kreuziger (AST)   |
| 16    | Alberto Contador (SBS)    | Alberto Contador (SBS) | Alberto Contador (SBS)    | Stefano Garzelli (ASA)      | Roman Kreuziger (AST)   |
| 17    | Diego Ulissi (LAM)        | Alberto Contador (SBS) | Alberto Contador (SBS)    | Stefano Garzelli (ASA)      | Roman Kreuziger (AST)   |
| 18    | Eros Capecchi (LIQ)       | Alberto Contador (SBS) | Alberto Contador (SBS)    | Stefano Garzelli (ASA)      | Roman Kreuziger (AST)   |
| 19    | Paolo Tiralongo (AST)     | Alberto Contador (SBS) | Alberto Contador (SBS)    | Stefano Garzelli (ASA)      | Roman Kreuziger (AST)   |
| 20    | Vasil Kiryienka (MOV)     | Alberto Contador (SBS) | Alberto Contador (SBS)    | Stefano Garzelli (ASA)      | Roman Kreuziger (AST)   |
| 21    | David Millar (GRM)        | Alberto Contador (SBS) | Alberto Contador (SBS)    | Stefano Garzelli (ASA)      | Roman Kreuziger (AST)   |
| Final | Final                     | Alberto Contador (SBS) | Alberto Contador (SBS)    | Stefano Garzelli (ASA)      | Roman Kreuziger (AST)   |